# Socket AM2
，原稱，是供AMD桌上型處理器使用的CPU插座，用以取代Socket 754和939，並已於2006年5月23日推出。內含940個接腳，支援雙通道DDR2 SDRAM，但針腳的排列方式與Socket 940不相同，又因為S940不支援DDR2 SDRAM，因此兩者並不兼容。據AnandTech一份近期的測試報告指出，在配備相同週邊產品的環境下，使用AM2的系統的性能比使用S939的快0-7%。
首批支援AM2的處理器，計有代號Orleans的單核Athlon 64（3200+至3800+）、Windsor的雙核Athlon 64 X2（3800+至5000+）及Athlon 64 FX（FX-62），代號Santa Ana的Opteron 1200系列，以及代號Manila的Sempron，全數均使用90納米製程，支援SSE3及虛擬化技術。而代號Brisbane的雙核Athlon 64 X2（3600+至5000+）及Athlon X2（BE-2300和BE-2350）、代號Lima的單核Athlon 64（3500+和3800+），以及代號Sparta的Sempron（LE-1150），則使用65納米製程。
Socket AM2也是AMD的主流CPU插座之一，另有供Opteron 2000系列以上及Athlon FX-70以上使用的Socket F，及供行動電腦使用的Socket S1。

## 後續
AM3處理器使用新的記憶體控制器，支援DDR2及DDR3；由於AM2處理器只支援DDR2，因此不能用於AM3底板。Socket AM2與Socket AM3之間有過渡產品Socket AM2+，加入HT3.0支援。
Socket AM3及Socket AM2+處理器可用於Socket AM2底板，只是系統匯流排速率會從原HT3.0(5200 MT/s)降至HT1.0(2000MT/s)，但非所有主機廠商皆提供BIOS更新。

## 請參閱
- Socket G34
- Socket AM3
- Socket AM2+
- Socket F
- Socket S1
- Socket 939
- AMD Athlon 64處理器列表
- AMD Sempron處理器列表
- AMD Opteron處理器列表

## 外部連結
- [一瞥超微Socket AM2平台（Tom's硬體指南）]
- AMD：正式全球发布Socket AM2处理器（极速网）